# お前の諭吉が泣いている
『お前の諭吉が泣いている』（おまえの ゆきちが ないている）は、2001年1月11日から3月15日までテレビ朝日系で放送されたテレビドラマ。主演は東山紀之。全10話。放送時間は木曜20時54分～21時48分。

## あらすじ
自由な校風を履き違えて偏差値は最低、入学希望もなく定員が半数に満たず生徒一人でも辞めたら廃校…。かつての名門校トルナーレ高等学院は既に2億円の赤字を抱えていた。タイトルの諭吉は当時の一万円札のこと。
そこで、学院建て直しのために伝説の男・結城碧志が呼ばれた。

## 登場人物

### 教員など
※役名とキャストの間の()内は、太郎が付けたあだ名である。
- 結城碧志（ケッペキ）（東山紀之）：トルナーレ高等学院経理担当。学院建て直しのために招聘された伝説の男。紅志（ゼッペキ）（東山・二役）という双子の弟がいる。幼少時に紅志と別の家に養子縁組となり、紅志は金満家に引き取られたが、彼の引き取り先は金持ちではなく、金銭教育を徹底されているので、経理に強い男となった。決め台詞は「あなたの諭吉が泣いています」で、太郎に「ケッペキ先生」と呼ばれている。自宅は彼が立て直したホテルの一室（私服が無くバスローブ姿なのでよく怪しまれる）。
- 桂愛美（アフロ）(松下由樹)：養護教諭。非常にだらしない性格で、自身の持ち場の保健室が自宅のように荒れている（実質、保健室に寝泊まりしていて、自宅にはほとんど帰宅していない）。作中のヒロイン的存在。一度ケッペキに首に成りそうになるが、退学になった万引き女子生徒を「私のお金で授業料を払うから入学させてください」と学校に懇願して、戻る。高明と鳩貝に校長の座を譲られたので校長に就任するが、養護教諭も兼任。
- 大平太郎（国分太一）：理事長。前理事長の遺言により就任した孫。元はサボテン販売員（そのせいか、今でもサボテンを栽培している）。あだ名をかってにつける。前理事長の得意料理であるカレーは、彼がチョコレートアレルギーだったので、食べられなかった。
- 石橋茜（小雪）：セールスレディ。実はシングルマザー（夫の米山に借金で逃げられて支払いを続けていて、保育園児の子供もいじめられているという）。毎回、高明が口説こうとしている。ケッペキに自宅（ホテル）に呼ばれて「あなたは無駄なものを売っている、これでいいのですか。」と詐欺まがいの営業を訴えられた。彼女は子供の歌っていた歌＝校歌をトルナーレ（ケッペキ）に売った。
- 大平高明（ヒロミ）：校長。前理事長の孫で大平太郎の従兄（太郎に「こーちゃん」と呼ばれる）。学校の運営にはあまり好意的ではなく、やる気が無い。彼の放漫経営に呆れたケッペキに訴えられ、考えを変える。そのうえで「俺は校長に向いていない。」と云い、鳩貝に譲ろうとする。その後、同学校の教師となる。チョコレートアレルギーの太郎に代わり、西園寺がつくった「はるカレー再現バージョン」の試食を引き受けた。
- 鈴木貫太郎（石塚英彦）:ガードマン。生徒のことをよく知っている。職務上の体重がオーバーになりそうなうえ、「本当に役に立つか」とケッペキに疑われてリストラの対象になるが、新ガードマンが杓子定規の警備しかしないので彼を残すよう嘆願する人が現れ、残留。愛美に「貫ちゃん」と呼ばれる。
- 西園寺芽衣子（森下愛子）：食堂のおばちゃん。口数が非常に多く、「つばが調味料」とまで言われている。お節介すぎて、ある女子生徒に疎まれたのが原因でケッペキのリストラ対象リストに入るが、はるのカレーがきっかけで免れる。プライベートでも世話好きで家に5匹の猫を飼っている。独身らしい。
- 宇野孝則（トーマス）（羽場裕一）：愛煙家の国語の教師。
- 細川悟（まろ）（浜崎貴司）：数学教師。知的な雰囲気で「まろ」とあだ名を付けられた。担任のクラスに不登校生徒（おそらく原田）がいるが、名前を覚えていない。
- 田中健太（バット）（伊藤高史）：体育教師で野球部の顧問。いつでも熱い熱血漢だが、野球部には部員がほとんどいない。しかしそれでも甲子園出場を目指している。森が電話していた男子生徒が後に入部。
- 鳩貝博文（長塚京三）：教頭。若い太郎をサポートする。「給料が高い割には学校の事を考えていない」という理由でケッペキのリストラリストに入るが、妹思いの生徒をフォローしたことで、残留。高明に「あなたに校長を譲る」と云われるが固辞、高明と彼は愛美に校長の座を譲った。
- 大平はる（白川由美）：前理事長。故人。太郎と高明の祖母。ストーリーの語り役。彼女のカレーのおかげで西園寺のリストラが免れた。
- 村山百合（リンゴちゃん）（野波麻帆）：内気なため、生徒からからかわれている（先生ではなく、百合ちゃんと呼ばれる）。当然、「時間を無駄にしている」という理由でケッペキにリストラされそうになるが、その後は発言力を高めて残留。実は太郎に恋慕されている。
- 森もも（ケーちゃん）（矢沢心）：いつも誰かと携帯電話で話している。突然出てきては物語のヒントになることを携帯電話に向かって話しては去っていく。が、作品後半から携帯電話で話すフリをするだけになった。実は不登校の男子生徒・原田だいすけを何とかしたいと携帯電話でコンタクトをとっていて、そのおかげで不登校男子生徒が復学。

### 生徒
- 井上直人（赤西仁）
- 土方春樹（田口淳之介）
- 近藤司郎（萩原幸人）
- 沖田雄介（森雄介） - 中学時代、野球のサウスポーだった彼はけんかで自宅謹慎処分となる。りんごは他の生徒による「沖田を助けろ」というSOSを感づいて、沖田を説得する。
- 土井さつき（内藤陽子）
- 片山あかり（上原美佐）
- 辻本かんな（一場千秋）
- 上村哲（？） - 貫太郎が学校相手の脅迫事件の犯人捜しをしたときに発見した犯人。細川の生徒。「ウエムラテツ」ではなく、「カミムラサトシ」と呼ぶのが正しい。
- 小松崎繁（小松政夫） - ケッペキが起死回生策として競売に出したトルナーレ高等学院を購入した実業家。ケッペキに「学校を残してほしい。」と懇願され、「僕を生徒にしてくれたら、現状維持でいいよ。」と交換条件を出して入学。

ほか

## スタッフ
- 企画・脚本・プロデュース：遊川和彦
- 企画：小滝祥平
- 脚本：森下佳子
- プロデューサー：梅沢道彦、佐々木基、遠谷信幸
- アソシエイトプロデューサー：千野毅彦、加地克也
- 監督：今井和久、片山修、久野昌宏
- 音楽：大坪直樹
- 主題歌：少年隊「君がいた頃」
- 選曲効果：石井和之
- 制作協力：デスティニー、トスプランニング
- 制作：テレビ朝日、電通

## 放送日時・タイトル・視聴率
| 各話            | 放送日        | サブタイトル                 | 視聴率 |
| --------------- | ------------- | ---------------------------- | ------ |
| 第1話           | 2001年1月11日 | あなたの諭吉が泣いています｡  | 10.3%  |
| 第2話           | 2001年1月18日 | 一万円の奇跡                 | 8.5%   |
| 第3話           | 2001年1月25日 | 1000万円の女                 | 7.5%   |
| 第4話           | 2001年2月1日  | うそっ!?ケッペキが双子       | 7.5%   |
| 第5話           | 2001年2月8日  | 愛と涙のヴァレンタインチョコ | 8.7%   |
| 第6話           | 2001年2月15日 | 泣き虫先生…涙の最後の授業    | 7.7%   |
| 第7話           | 2001年2月22日 | 体重130キロの私はダメですか  | 8.0%   |
| 第8話           | 2001年3月1日  | 借金ママ大逆転               | 7.8%   |
| 第9話           | 2001年3月8日  | ウエディングドレスと卒業式   | 7.7%   |
| 第10話          | 2001年3月15日 | さよなら…ケッペキ先生        | 8.0%   |
| 平均視聴率 8.2% |               |                              |        |

## 備考
- 山梨放送ではこの作品を持って、月曜夜10時での木曜ドラマの遅れネット枠を終了。後番組に自社制作番組『1億人の富士山』を放送することになった。
- 一回だけ、昨年に同じく東山が主演していた『平成夫婦茶碗〜ドケチの花道〜』（日本テレビ）の金本一家(妻は除く)が特別出演していたことがあった。

| テレビ朝日 木曜ドラマ | テレビ朝日 木曜ドラマ  | テレビ朝日 木曜ドラマ |
| 前番組                | 番組名                 | 次番組                |
| --------------------- | ---------------------- | --------------------- |
| スタイル!             | お前の諭吉が泣いている | R-17                  |